# Nioaque
Nioaque es un municipio brasileño ubicado en el sudoeste del estado de Mato Grosso del Sur.
Situado a 200 m s. n. m., su población según los datos del IBGE es de 15 603, la superficie es de 3923 km².
El clima es tropical.

Nioaque significa en un idioma indígena local clavícula quebrada.